# ديفيد روبرتسون (سياسي كندي)
ديفيد روبرتسون هو سياسي كندي، ولد في 9 يوليو 1841، وتوفي في 8 أغسطس 1912 في نيلسون في كندا. حزبياً، نشط في الحزب الليبرالي في أونتاريو ‏. وقد انتخب عضو برلمان مقاطعة أونتاريو.